# Magda Goebbels
Johannna Maria Magdalena “Magda” Goebbels (Berlim, 11 de novembro de 1901 — Berlim, 1 de maio de 1945) foi a esposa do Ministro da Propaganda da Alemanha Nazista Joseph Goebbels. Membro fiel do Partido Nazista, ela era aliada e amiga pessoal de Adolf Hitler. Ficou conhecida, principalmente, por, durante a tomada de Berlim pelo Exército Vermelho, no fim da Segunda Guerra Mundial, juntamente com seu esposo, assassinar seus seis filhos com veneno.

## Infância
Quando Magda nasceu, em 11 de novembro de 1901, recebeu apenas o sobrenome da mãe, Auguste Behrendt Magdalena, sendo então registrada como Johannna Maria Magdalena. A sua origem é controversa, uma vez que no mesmo ano de seu nascimento, sua mãe havia se casado com o empresário alemão Oskar Ritschel, mas este se recusará a dar o seu sobrenome à menina. O casamento da mãe de Magda com Ritschel durou até 1905, quando ela se divorciou. Em 1908, Behrendt Magdalena se casou de novo, dessa vez com o pai biológico de Magda, Richard Friedländer, indo morar em Bruxelas. Esse casamento duraria até 1914.
Em 2016, o historiador Oliver Himes anunciou que descobrira a verdadeira origem do pai de Magda, sendo que este seria um comerciante judeu. A descoberta aponta para uma verdade por trás de um boato que havia dentro do Partido Nazista, nos tempos de guerra, de que Magda guardava um grande segredo, porém, não ficou provado se Goebbels sabia do segredo da esposa, sendo, contudo, que em 1934 ele escreverá em seu diário que sua esposa tinha descoberto um "horrível" segredo sobre seu passado, sem mencionar, porém, qual era esse segredo. O grande segredo seria, então, sua linhagem judaica, o que iria contra toda a ideologia do Partido Nazista.
Magda era de família rica, e foi educada em colégio de freiras. Durante a infância seria criada como católica, mas se tornaria protestante no primeiro casamento.

### Paternidade
Richard Friedländer (Berlim, 15 de fevereiro de 1881 — Campo de Concentração de Buchenwald, 18 de fevereiro de 1939) foi um comerciante judeu alemão, sendo pai biológico de Magda Goebbels.
Por volta de 1900, conheceu Auguste Behrendt Magdalena, com quem teve um caso amoroso. Behrendt engravidou de Richard, mas acabou se casando com outro homem, o empresário alemão Oskar Ritschel, em 1901, mesmo ano em que a filha dela com Friedländer, Johannna Maria Magdalena nasceu. Auguste ficaria casada com Ritschel até 1905.
Foi apenas em 1908 que Richard e Auguste se casaram. Nessa altura, a filha de ambos, Magda, adotou Richard como padrasto. O casal morou um tempo em Bruxelas. O casamento de ambos duraria até 1914.
Depois que Magda se casou com o industrial alemão Herbert Quandt, perdeu contato com o pai, a quem tratava como padrasto. Por conta da origem judaica, Magda sempre escondeu seu segredo dos Nazistas.
Em 15 de junho de 1938, Richard foi preso e deportado para o Campo de Concentração de Buchenwald. Ficaria preso, sendo escravizado nos trabalhos forçados até sua morte em 18 de fevereiro de 1939).

## Vida adulta
O primeiro casamento de Magda foi no início de 1921, com o industrial alemão Günther Quandt, que enriqueceu quando Hitler chegou ao poder. Quandt fundou um império, que tem várias empresas, entre elas a BMW. Em novembro de 1921 tiveram um filho, Harald. Em 1929 Quandt descobriu a infidelidade da esposa e pediu o divórcio.

## Nazismo

### Filiação no Partido Nazista

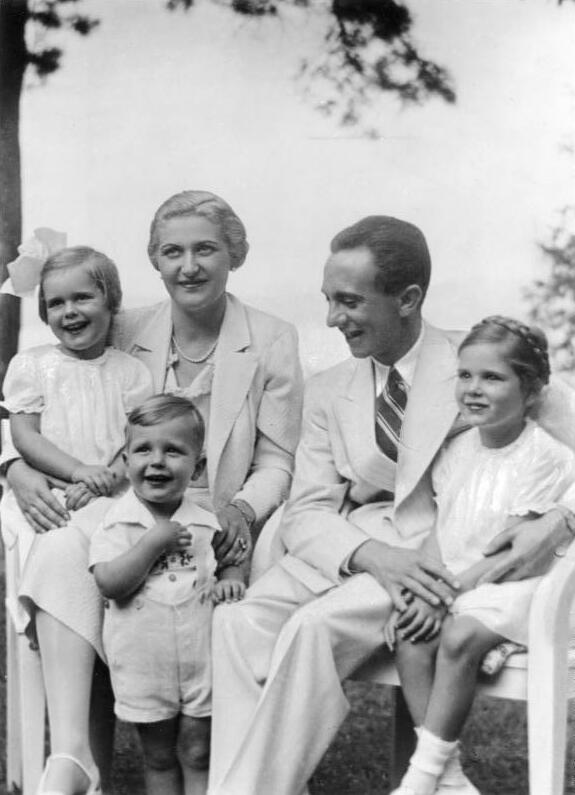
Magda e Joseph Goebbels com seus filhos Hildegard, Helmut e Helga (da esquerda para a direita), em 1937.

Magda se filiou ao Partido Nazista em 1930, e em menos de um ano conheceria e se casaria com Joseph Goebbels.

### Casamento com Goebbels
Em 19 de dezembro de 1931, Magda e Joseph Goebbels se casariam com o apadrinhamento de Hitler. O casamento e a família Goebbels seriam exploradas pela propaganda nazista como modelo de família ariana perfeita. Magda receberia, inclusive, a Cruz de Honra das Mães Alemãs, sendo chamada muitas vezes de "mãe da Alemanha".

### Prisão e morte do pai e as questões raciais

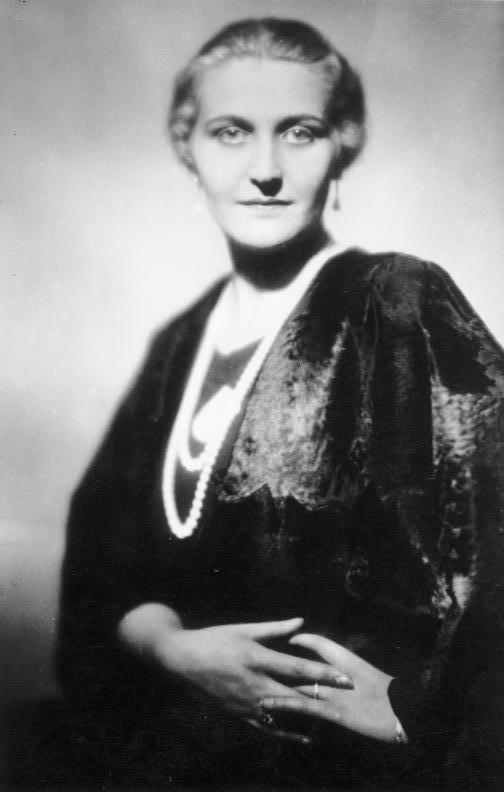
Magda Goebbels.

Era sabido que desde o primeiro casamento, Magda teria cortado relações com o padrasto, que, na verdade, era seu pai biológico. Pelas leis raciais de Nurembergue, adotadas em 1935, Magda Goebbels seria Mischling, ou seja, pessoa de sangue misto. Mas isto nunca chegou a ser revelado na época.
Quanto ao pai, ele seria preso em 15 de junho de 1938, e enviado para o campo de concentração de Buchenwald, onde acabaria morrendo em fevereiro de 1939, curiosamente, meses antes do início da II Guerra Mundial (1939-1945). Magda não teria feito nada para ajudar seu pai, Friedländer.

### Primeira-dama por um dia
Quando Hitler cometeu suicídio em 30 de abril de 1945, Goebbels assumiu o posto de "Führer". Magda foi elevada ao posto de primeira-dama oficialmente, embora, antes, fosse tida como tal, uma vez que Hitler sempre manteve seu relacionamento com Eva Braun escondido. O cargo, contudo, seria mantido por um dia, pois ela cometeria suicídio no dia seguinte.

## Assassinatos e suicídio
Instruída por Hitler a se retirar de Berlim, juntamente com Joseph Goebbels, recusou-se, sendo esta a primeira ordem não obedecida por Magda e Joseph Goebbels, pois queria manter a honra nos ideais em que acreditara.[carece de fontes?]
No fim da guerra, Magda matou seus seis filhos com Goebbels. Ela tinha tido sete filhos, sendo que o único que não foi morto foi Harald, nascido do primeiro casamento.
Com ajuda de um dentista da SS que dopou as crianças com morfina, Magda quebrou capsulas de cianureto na boca das crianças enquanto elas dormiam. Helga, Hildegard, Helmut, Holdine, Hedwig e Heidrun, os seis filhos que ela possuía com Goebbels, morreram no bunker em 1 de maio de 1945. Em seguida, o casal Goebbels suicidou-se no mesmo bunker, em Berlim.

## Leitura complementar
- Hans-Otto Meissner: Magda Goebbels - Ein Lebensbild (Munique, 1978)